# 6つの協奏曲 作品12 (ヴィヴァルディ)
『6つの協奏曲』（イタリア語: Sei concerti）作品12は、アントニオ・ヴィヴァルディ作曲による12番目の出版曲集。1729年にオランダ、アムステルダムの出版社ミシェル＝シャルル・ル・セーヌから出版された。ヴィヴァルディ最後の作品番号付き出版曲集である。

## 作品内容
第3番（RV 124）のみ弦楽合奏のための協奏曲（コンチェルト・リピエーノ）で、他は全て独奏ヴァイオリンのための協奏曲。第1番（RV 317）は、スズキ・メソードのヴァイオリン教本に採用されている。

## 曲目
- 協奏曲 第1番 ト短調 RV 317
Allegro
Largo
Allegro
- 協奏曲 第2番 ニ短調 RV 244
Allegro
Larghetto
Allegro
- 協奏曲 第3番 ニ長調 RV 124
Allegro
Grave
Allegro
- 協奏曲 第4番 ハ長調 RV 173
Largo spiccato – Allegro
Largo
Allegro
- 協奏曲 第5番 変ロ長調 RV 379
Allegro
Largo
Allegro
- 協奏曲 第6番 変ロ長調 RV 361
Allegro
Largo
Allegro